# John Philippe Rushton
John Philippe Rushton (* 3. September [nach anderen Angaben: 3. Dezember] 1943 in Bournemouth, England; † 2. Oktober 2012 in London, Ontario) war ein britisch-kanadischer Professor für Psychologie an der University of Western Ontario. Bekanntheit im deutschsprachigen Raum erlangte er durch seine sogenannte Rassenforschung und seinen diesbezüglichen Auftritt vor der Wiener akademischen Burschenschaft Olympia. Manche seiner Beiträge in wissenschaftlichen Fachzeitschriften wurden nach Rushtons Tod von den Herausgebern wegen ethischer und wissenschaftlicher Verstöße zurückgezogen.

## Leben
Rushton wurde 1943 in England geboren. Im Jahre 1947 emigrierten seine Eltern mit ihm nach Südafrika und später nach Kanada. Als junger Erwachsener ging er wieder nach England und studierte Psychologie an der University of London, wo er 1973 mit einer Dissertation über altruistisches Verhalten von Kindern zum philosophiae doctor (Ph.D.) promovierte. Danach forschte er für ein Jahr als Post-Doktorand an der University of Oxford über die Persönlichkeitsentwicklung im Kindesalter. Im Anschluss daran kehrte er nach Kanada zurück. Von 1974 bis 1976 lehrte er als Gastprofessor an der York University und 1976 bis 1977 an der University of Toronto, bevor er schließlich zur University of Western Ontario wechselte, wo er 1985 eine ordentliche Professur annahm. 1992 erwarb er an der University of London den Grad scientiæ doctor (D.Sc.).
J. P. Rushton war von 1977 bis 1982 Mitglied in den Herausgeberausschüssen der wissenschaftlichen Fachzeitschriften Scientometrics und Developmental Psychology. In der gleichen Position war er 1999 bis 2004 für Population and Environment und ab 2004 für Intelligence tätig.
Er gehörte zu den 52 Mitunterzeichnern des Aufsatzes Mainstream Science on Intelligence, geschrieben von Linda Gottfredson und im Dezember 1994 veröffentlicht vom Wall Street Journal.
Ab 2002 war er Präsident des Pioneer Fund, der sich unter anderem die Förderung der Forschung über Vererbung und Eugenik zur Aufgabe gemacht hat und der vom Southern Poverty Law Center zu den active white nationalist groups gezählt wird. Von 1971 bis 1992 hatte Rushton über 770.000 $ Fördermittel des Pioneer Fund erhalten.
Im Februar 2010 wurde Rushton von der Wiener akademischen Burschenschaft Olympia zu einem Vortrag über „Rasse, Evolution und Verhalten“, gegen die „linke Utopia der ‚Gleichheit aller Menschen‘“ eingeladen, was zu einem erheblichen Medienecho und einer parlamentarischen Anfrage im österreichischen Parlament führte.

## Schriften
Rushton hat bis 2010 als Autor bzw. Koautor fünf Bücher und mehr als 200 Fachartikel verfasst, die in wissenschaftlichen Fachzeitschriften wie Personality and Individual Differences oder Psychological Science veröffentlicht wurden.
Zu Beginn seiner Laufbahn lag Rushtons Forschungsschwerpunkt auf dem Gebiet des Altruismus. Zusammen mit Robin Russell und Pamela Wells entwickelte er 1984 die genetic similarity theory (GST; deutsch: genetische Ähnlichkeitstheorie), die aussagt, dass Organismen im Stande sind, andere genetisch ähnliche Organismen zu erkennen, und diese im Vergleich zu weniger nahe verwandten Individuen bevorzugt behandeln. Im Hinblick auf die Menschen bedeute dies, dass sie sich umso altruistischer verhalten, je höher der Grad ihrer genetischen Ähnlichkeit untereinander ist.
Im Jahr 1995 erschien das umstrittene Buch Race, evolution, and behavior. Rushton vertrat die Meinung, dass individuelle Unterschiede von Angehörigen der drei von ihm postulierten menschlichen Populationsgruppen (Schwarze, Kaukasier und Asiaten; von ihm als „Rassen“ bezeichnet) in Bezug auf Intelligenz, Persönlichkeit, kriminelle Veranlagung und anderer Eigenschaften in erster Linie nicht durch soziale oder kulturelle Rahmenbedingungen bedingt, sondern genetisch determiniert seien, und meint die Ursachen dieser Unterschiede in der Evolutionsgeschichte zu finden. Laut Rushton gibt es eine Überlegenheit der asiatischen Rasse hinsichtlich der Intelligenz und Lebenserwartung, während die schwarze Rasse am anderen Ende der Skala stehe. Letztere habe hingegen eine höhere Testosteronausschüttung und Fortpflanzungsrate, die für eine r-Fortpflanzungsstrategie spreche. Etwa in der Mitte, aber deutlich näher an den Asiaten, befinde sich die Rasse der Kaukasier. Die rassentheoretischen Ausführungen in seinem Werk haben in der Öffentlichkeit und unter Wissenschaftlern teils heftige Kritik ausgelöst und ihm wurden methodische Fehler ebenso wie eine rassistische Motivation vorgeworfen. Rushtons Forschung zu „rassischen“ Unterschieden wird der Soziobiologie zugeordnet.
Anlässlich seines Todes ist in der Zeitschrift Personality and Individual Differences ein Sonderheft erschienen.
Im Jahr 2020 wurden mehrere Beiträge Rushtons erneut geprüft und daraufhin von den Fachzeitschriften zurückgezogen. So zog die Zeitschrift Personality and Individual Differences einen Artikel zurück, der fälschlicherweise einen Zusammenhang zwischen Hautfarbe und Aggression und Sexualität aufzeigte. Die Zeitschrift Psychological Reports zog zwei Beiträge aus den 1990er-Jahren zurück, nachdem festgestellt wurde, „dass die Forschung unethisch, wissenschaftlich fehlerhaft und auf rassistischen Ideen und einer rassistischen Agenda basierend“ sei.

## Veröffentlichungen
- J. Philippe Rushton: Altruism, socialization, and society. Prentice Hall, Englewood Cliffs 1980
- J. Philippe Rushton, Richard Sorrentino (Herausgeber): Altruism and helping behavior: Social, personality, and developmental perspectives. Lawrence Erlbaum Associates, Hillsdale NJ 1981
- Henry L. Roediger III., J. Philippe Rushton, D. E. Capaldi, S. G. Paris: Psychology. Little, Brown and Company, Boston 1984
- Doss Jackson, J. Philippe Rushton. (Herausgeber): Scientific excellence: Origins and assessment. Sage Publications, Beverly Hills 1987
- J. Philippe Rushton: Race, evolution, and behavior: A life history perspective. Transaction Publishers, New Brunswick 1995
  - Deutsche Ausgabe: Rasse, Evolution und Verhalten: Eine Theorie der Entwicklungsgeschichte. Ares-Verlag, Graz 2005 (übersetzt von Rainer Walter)